# Mine de Black Thunder
La mine de Black Thunder est une mine à ciel ouvert de charbon située au Wyoming aux États-Unis,,,,. Elle a produit 45,53 millions de tonnes de charbon en 2020, elle était la deuxième principale mine de charbon des États-Unis.